# Třída Capitani Romani
Třída Capitani Romani byla třída italských lehkých křižníků. Křižníky byly navrženy jako odpověď na stavbu francouzských „supertorpédoborců“ tříd Le Fantasque a Mogador. Měly vysokou rychlost, minimální pancéřovou ochranou a byly vyzbrojeny novými 135mm kanóny. Celkem bylo roku 1939 rozestavěno 12 křižníků této třídy, přičemž do italské kapitulace v roce 1943 se podařilo dokončit tři a po válce ještě čtvrtý. Stavba ostatních byla zrušena, nebo byly před dokončení zničeny. Dvě přeživší plavidla po válce provozovalo italské námořnictvo a dvě získala Francie v roce 1948. Všechny byly výrazně modernizovány a klasifikovány jako torpédoborce. Poslední byl vyřazen roku 1980.

## Plavidla

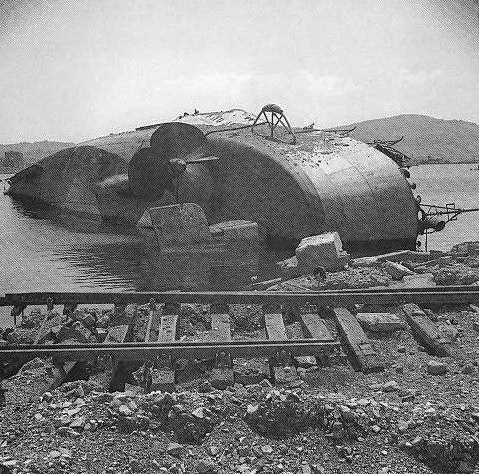
Americkým letectvem potopený nedokončený křižník Ottaviano Augusto

Lehké křižníky této třídy byly projektovány jako reakce na stavbu francouzských „supertorpédoborců“ tříd Le Fantasque a Mogador. Měly se vyznačovat vysokou rychlostí a novými 135mm kanóny. Roku 1939 byla zahájena stavba celkem 12 jednotek této třídy. Jejich stavbu však zásadně zkomplikovalo vypuknutí války. V červnu 1940 byly práce na čtyřech plavidlech (Claudio Druso, Claudio Tiberio, Paulo Emilio a Vipsanio Agrippa) zastaveny a jejich trupy byly sešrotovány. Ulpio Traiano navíc v lednu 1943 potopily britské miniponorky Chariot. Do italské kapitulace v září 1943 byly dokončeny pouze křižníky Attilio Regolo, Pompeo Magno a Scipione Africano. Rozestavěné křižníky Caio Mário, Cornelio Sulla, Ottaviano Augusto a Giulio Germanico po italské kapitulaci ukořistili Němci. V dalším průběhu války byla všechna čtyři rozestavěná plavidla potopena. Jediný Giulio Germanico byl po válce vyzdvižen a pro italské námořnictvo dokončen jako San Marco (D 563).
Jednotky třídy Scipione Africano:
| Jméno             | Založení kýlu | Spuštěna           | Vstup do služby | Status |
| ----------------- | ------------- | ------------------ | --------------- | --- |
| Attilio Regolo    | 1939          | 28. srpna 1940     | 15. května 1942 | Dne 1. srpna 1948 předán Francii, přejmenován na Châteurenault (D 606). Vyřazen 1962. Ubytovací plavidlo. Sešrotován v 60. letech. |
| Caio Mário        | 1939          | srpen 1941         | –               | Po italské kapitulaci obsazen Němci, kteří jej při ústupu sami potopili v La Spezia. |
| Claudio Druso     | 1939          | –                  | –               | Roku 1940 stavba zastavena, v letech 1941–1942 byl trup rozebrán. |
| Claudio Tiberio   | 1939          | –                  | –               | Roku 1940 stavba zastavena, v letech 1941–1942 byl trup rozebrán. |
| Cornelio Sulla    | 1939          | 28. června 1941    | –               | Po italské kapitulaci obsazen Němci, nedokončen, v červenci 1944 potopen americkým letectvem. |
| Giulio Germanico  | 1939          | 26. července 1941  | 19. ledna 1956  | Po italské kapitulaci obsazen Němci, kteří jej při ústupu sami potopili. Roku 1947 vyzdvižen a veden po označením FV 2. Do italského námořnictva zařazen roku 1956 jako San Marco (D 563). Od roku 1957 klasifikován jako torpédoborec. Vyřazen 1971. |
| Ottaviano Augusto | 1939          | 28. dubna 1941     | –               | Po italské kapitulaci obsazen Němci, nedokončen, v červenci 1944 potopen americkým letectvem. |
| Paulo Emilio      | 1939          | –                  | –               | Roku 1940 stavba zastavena, v letech 1941–1942 byl trup rozebrán. |
| Pompeo Magno      | 1939          | 24. srpna 1941     | 4. června 1943  | Po válce ponechán Itálii, vyřazen a ponechán v rezervě jako FV 1. Roku 1951 reaktivován a italským námořnictvem provozován jako San Giorgio (D 562). Od roku 1957 klasifikován jako torpédoborec. Od roku 1964 cvičná loď, vyřazen 1980.              |
| Scipione Africano | 1939          | 12. ledna 1941     | 23. dubna 1943  | Dne 15. srpna 1948 předán Francii, přejmenován na Guichen (D 607). Vyřazen 1961. Ubytovací plavidlo. Sešrotován v 80. letech. |
| Ulpio Traiano     | 1939          | 30. listopadu 1942 | –               | Téměř dokončený křižník 3. ledna 1943 v Palermu potopili potápěči s miniponorkami Chariot (Operace Principle). |
| Vipsanio Agrippa  | 1939          | –                  | –               | Roku 1940 stavba zastavena, v letech 1941–1942 byl trup rozebrán. |

## Konstrukce

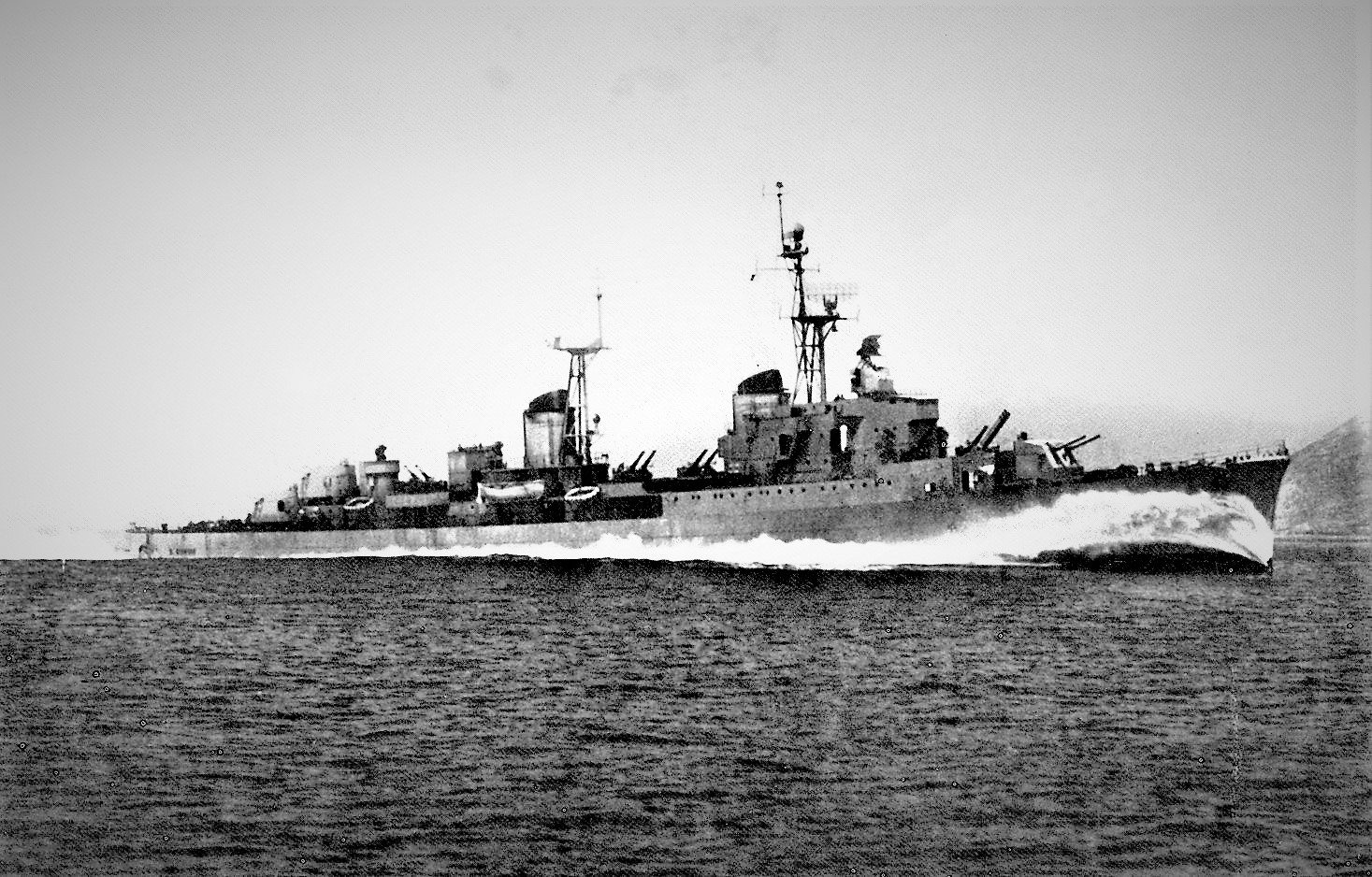
San Giorgio (ex Pompeo Magno)

Křižníky téměř postrádaly pancéřování, které chránilo pouze dělové věže (20 mm) a můstek (15 mm). Hlavní výzbrojí bylo osm nových 135mm kanónů modelu 1938, které měly dostřel 19 600 metrů a kadenci šest ran za minutu. Doplňovalo je osm 37mm kanónů, osm 20mm kanónů a osm 533mm torpédometů. Dále unesly až 130 min. Pohonný systém tvořily čtyři kotle a dvě turbíny o výkonu 110 000 hp, pohánějící dva lodní šrouby. Nejvyšší rychlost dosahovala 40 uzlů. Dosah byl 3000 námořních mil při rychlosti 25 uzlů.

### Modifikace

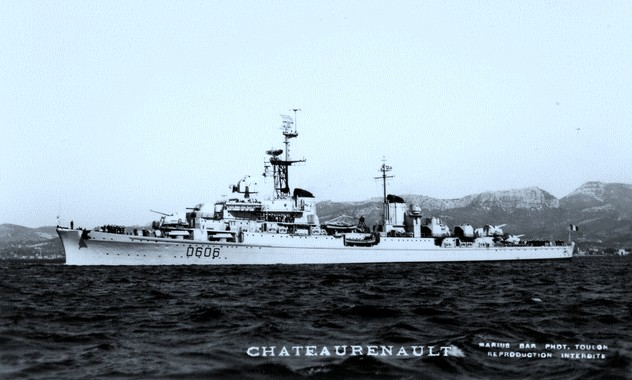
Châteurenault (D 606, ex Attilio Regolo)

V srpnu 1948 Francie získala křižníky Châteurenault (D 606, ex Attilio Regolo) a Guichen (D 607, ex Scipione Africano). V letech 1948–1953 sloužily v původní podobě a následně byly přestavěny na vlajkové lodě torpédoborců třídy T 47 a T 53. Změněny byly nástavby, výzbroj i elektronika. Instalovány byly radary DRBV 20A, DRBV 11, DRBC 11 a dva DRBC 31. Novou výzbroj tvořilo šest 105mm kanónů ve dvoudělových věžích, deset 57mm kanónů ve dvoudělových věžích a dvanáct 550mm torpédometů. Zhoršila se přitom stabilita obou plavidel. Později byla demontována jedna věž se 105mm kanóny a polovina torpédometů.
Itálie roku 1951 vrátila do služby křižníky San Giorgio (D 562, ex Pompeo Magno) a San Marco (D 563, ex Giulio Germanico). V letech 1953–1955 byla obě plavidla modernizována, například dostala americkou výzbroj a elektroniku. Novou výzbroj představovalo šest 127mm kanónů ve dvoudělových věžích (jedna na přídi a dvě na zádi), jeden 305mm vrhač hlubinných pum Menon před můstkem, dvacet 40mm kanónů a dva spouštěče hlubinných pum.
V letech 1963–1965 byl San Giorgio přestavěn na cvičnou loď. Nástavby byly upraveny a elektronika modernizována. Na palubě bylo ubytováno až 130 kadetů. Jeho novou výzbroj tvořily čtyři 127mm kanóny, tři 76,2mm kanóny OTO Melara, jeden 305mm vrhač raketových hlubinných pum Menon a dva trojhlavňové 324mm torpédomety. Zároveň byl instalován nový pohonný systém koncepce CODAG. Sestával ze dvou plynových turbín Tosi Metrovick G6 o celkovém výkonu 15 000 shp a čtyři dieselů Fiat-Tosi o celkovém výkonu 16 000 bhp. Ekonomický rychlost na diesely byla 20 uzlů, nejvyšší pak 28 uzlů.